# Kagbeni
Kagbeni (em nepali: कागबेनी) é uma aldeia e village development committee (lit.: "comité de desenvolvimento de aldeia") do distrito de Mustang, da zona de Dhaulagiri da região Oeste do Nepal. Em 2011 tinha 937 habitantes e 274 residências.
Situa-se na margem esquerda (oriental) do Kali Gandaki, no fim do vale do Jhong Khola, que desce desde Muktinath, e na encruzilhada onde o trilho que sobre o vale do Kali Gandaki, proveniente de Jomsom, se bifurca no trilho que segue para norte, em direção ao antigo reino do Alto Mustang e à sua capital Lo Manthang, e no que segue para leste, em direção a Jarkhot, Muktinath e ao passo de Thorong La.
O village development committee tem as seguintes aldeias:
- Dhagarjung (3 220 m
- Ekle
- Ili (2 830 m)
- Kagbeni (2 830 m)
- Lembibuk (2 950 m)
- Panda (2 780 m)
- Pangling (2 909 m)
- Phalyak (3 140 m)
- Sangta (3 770 m)
- Tirigaun (2 860 m)